# Jean Corbel
Jean Corbel (ur. 1920, zm. 22 lutego 1970 pod Madrytem) – geograf, geolog, geomorfolog, klimatolog i polarnik francuski.

## Życiorys
Od 1945 do 1954 był profesorem w Ecole Normale Nationale d'Apprentissage w Lyonie. Habilitował się w 1955 i przeszedł do pracy naukowej w Centre national de la recherche scientifique. Od 1958 był tam kierownikiem zakładu krasu i hydrologii, jednocześnie wykładając nadal na lyońskim uniwersytecie. Zorganizował siedem wypraw na Svalbard i był twórcą francuskiej stacji badawczej w Kongsfjordzie. Bywał też w celach badawczych na Islandii (dwa razy) i wielokrotnie w Skandynawii. Przez rok pracował w Kanadzie, w Instytucie Arktycznym Ameryki Północnej. Prowadził też badania naukowe w Arizonie, na Kubie, Jamajce, Portoryko oraz na Saharze. Był też dwukrotnie w ZSRR, m.in. na zachodnim Kaukazie. W Polsce przebywał kilkakrotnie - m.in. brał udział w kongresie INQUA w 1961, badał kras tatrzański i brał udział w wyprawie do Jaskini Śnieżnej. Po raz ostatni odwiedził Polskę w 1969, podczas konferencji krasowej w Krakowie i sympozjum speleologicznego w Lublinie. Zginął tragicznie w wypadku samochodowym pod Madrytem.
Corbel znany był przede wszystkim z istotnych prac na temat metod ilościowego określania współczesnej degradacji obszarów krasowych. Był też twórcą pierwszego wzoru klimatycznego pozwalającego określić wielkość denudacji chemicznej. Jako pierwszy podważył teorię o braku procesów chemicznych w strefach zimnych i wysokogórskich. Oprócz geologii i geomorfologii interesował się geografią ekonomiczną, klimatologią i archeologią. Opublikował 165 oryginalnych prac dotyczących denudacji chemicznej, morfogenezy obszarów krasowych i polarnictwa. Był jednym z naukowców, którzy unowocześnili poglądy w zakresie geomorfologii dynamicznej.